# 岡村幸一郎
岡村 幸一郎（おかむら こういちろう、1932年 - ）は、日本の建築家。 岡村アトリエ／atelier OKAMURAを主宰し活動した。

## 経歴
東京都生まれ。
1954年 東京大学工学部建築学科卒業。
1957年東京大学大学院数物系研究科修士課程修了。丹下研究室所属。
1961年URTEC入所。東京カテドラル聖マリア大聖堂などを担当。1973年 URTEC 退所。
1974年 熊本大学工学部建築学科助教授。
1985年 熊本大学を退官。都市建築設計工房ヴィヴァン代表。
1995 年 岡村アトリエ代表取締役。